# Khướu đá nhỏ
Khướu đá nhỏ, tên khoa học Napothera epilepidota, là một loài chim trong họ Pellorneidae.